# Unió Excursionista de Catalunya
La Unió Excursionista de Catalunya Agrupació Esportiva (UEC), anteriorment anomenada Unió Excursionista de Catalunya (UEC), és una entitat excursionista formada a Barcelona el 1931 amb el nom d'Unió Excursionista de Barcelona, provinent de la fusió de l'Associació Joventut Excursionista Avant (creada el 1904), el Centre Excursionista Pàtria (1915), la Secció Excursionista de la Penya Irònica (1925), el Grup Excursionista de la Unió Professional (1928) i el Grup Excursionista Isards (1929). L'any 1933, s'afegí el Centre Excursionista Montseny (1915).
Paral·lelament, l'any 1932, com a resultat de la fusió de les entitats Club Excursionista Sants (1928) i Club Excursionista Montgrony (1928), es forma la Unió excursionista de Barcelona-Sants. L'any 1933 s'hi afegí el Club Excursionista Alpinenc (1930).
L'any 1933 les dues entitats associades passaren a denominar-se Unió excursionista de Catalunya-Barcelona i Unió excursionista de Catalunya-Sants respectivament. Aquest canvi de nom permeté que s'hi poguessin associar altres entitats o grups excursionistes de fora de la ciutat de Barcelona.
Així, es van crear diverses delegacions arreu de Catalunya: Olesa de Montserrat (1935), Horta (1935), Mataró (1935), Ripoll (1936), Gràcia (1940), Cornellà de Llobregat (1947), Figueres (1948), l'Hospitalet de Llobregat Centre i Collblanc, (1949), Llançà (1952), Bagà (1953), Vilajuïga (1953), Sant Joan de les Abadesses (1953), Tortosa (1954), el Prat de Llobregat (1955), Sant Boi de Llobregat (1955), Girona (1955), Campdevànol (1960), Molins de Rei (1961), Igualada (1964), vall del Tenes (1975) i altres, algunes de les quals van ser baixa, quedant actualment deu, que agrupen vora 3.000 socis.
La UEC té un caràcter col·lectiu i ha desenvolupat una xarxa de refugis de muntanya, publica des del 1975 la revista bimensual Excursionisme i ha creat l'Arxiu Bibliogràfic Excursionista. Les diferents entitats membres s'organitzen amb seccions pròpies d'especialitats pròpies de la muntanya (excursions, senderisme, alta muntanya, escalada, esquí, espeleologia, bicicleta de muntanya), i d'altres de caràcter cultural (biblioteca, fotografia, arxiu, coral). El 1983 la UEC va rebre la Creu de Sant Jordi.
Fins a mitjan anys noranta, existia la UEC i les anomenades delegacions. Aquest sistema topà amb les exigències de la Llei de l'Esport de 1988 on les entitats que tenien patrimoni que no era comú, havien de tenir personalitat jurídica pròpia. Així, no podien ser delegacions d'una altra entitat i havien de desmembrar-se, i constituir entitats completament independents. Per tal de mantenir algun vincle d'unió i preservar el nom i el patrimoni, l'any 1997 se signa un «Conveni d’Actuació Conjunta», entre les entitats que en aquell moment formaven la UEC.
La nova Llei de l'Esport de l'any 2000 obre la possibilitat a les agrupacions esportives, d'associar tant persones físiques com persones jurídiques. El 2005 els socis canvien el nom en Unió Excursionista de Catalunya Agrupació Esportiva d'Alpinisme i Esquí. El 2010 pren el nom oficial Unió Excursionista de Catalunya Agrupació Esportiva (UEC).
Les entitats que en formen part són les UEC de Bagà, Barcelona, Gràcia, Horta, Mataró, Olesa, Prat, Sants, Tortosa i Vall de Tenes.